# Turbo setosus
Turbo setosus là một loài ốc biển, là động vật thân mềm chân bụng sống ở biển trong họ Turbinidae.